# Paul Dan Cristea
Paul Dan Cristea (n. 13 februarie, 1941, București – d. 17 aprilie, 2013) a fost un profesor universitar, inginer electronist și fizician român, membru corespondent (din 2006), apoi membru titular (din 2011) al Academiei Române.

## Biografie
Paul Cristea s-a născut în București în 1941, unul din trei fii ai familiei Cristea. Tatăl său a fost ofițer superior (colonel) în armata română până în 1947, și de asemenea inginer chimist militar. Tatăl său a servit ca Director al Fabricii de Pulbere de la Dudești, responsabilă pentru aprovizionarea cu muniție a României în timpul celui de al doilea război mondial. Ambii bunici au fost ingineri constructori, cu studii în Germania și Austria. Tatăl său a scăpat de represaliile comuniste prin intervenția unei foste ordonanțe, devenit ofițer de securitate. Paul Cristea este tatăl profesorului universitar Alexandra Cristea (Warwick) și al profesorului universitar Ileana Mihaela Cristea (Princeton).
A absolvit cursurile Liceului Sf. Sava. În 1962 a absolvit cursurile Facultății de Electronică și Telecomunicații, Secția Fizică Teoretică, la Institutul Politehnic București, și mai apoi de asemenea cursurile Facultății de Fizică la Universitatea București.
Și-a susținut teza de doctorat în 1970 la Institutul Politehnic București. Și-a inceput cariera didactica (1962-1990) ca preparator la Facultatea de Automatică, urmând toate treptele ierarhiei universitare, ajungând profesor universitar. Dupa efectuarea unui stagiu de specializare în Statele Unite la Universitatea Northwestern cu o bursă Fulbright de 11 luni, s-a reîntors în România în 1975. Cristea a considerat anul 1974 ca fiind de cumpănă în cariera sa, legat de decizia din acel an de a se reîntoarce sau nu în România. După ce cei doi frați ai săi s-au stabilit în străinătate în 1976, fără acordul guvernului comunist, lui Cristea nu i-a mai fost permis să călătorească în afara României, din cauza dosarului social "defect". A reînceput să călătorească în afara României abia în 1990.
În 2011 a devenit membru titular al Academiei Române. A decedat în 2013.

## Activitate științifică
Înca din primul an de facultate, a fost remarcat și recrutat de Prof. Ion I. Agârbiceanu pentru studiul unei teme de cercetare legata de fizica straturilor subțiri.
În ultimii ani de facultate (1961-1962), a fost recrutat de Prof. Grigore Moisil într-un mic grup mixt de cercetare, cu zece participanți matematicieni și ingineri, selecționați dintre foști studenți din cursurile de logică matematică și algebră booleană predate de Moisil la Facultatea de Matematică a Universității din București și în Politehnică. Grupul, care a inclus de asemenea viitorii oameni de știință Petre Dimo, Ion Filotti, și Gheorghe Mărâi, s-a întâlnit în fiecare sâmbătă după-amiază cu Moisil la Casa Oamenilor de Știință din București, până în anul 1968, și a păstrat un adânc respect și recunoștință lui Moisil pentru intelectul, generozitatea față de studenți, și simțul său de umor. Dat fiind că Grigore Moisil a fost unul din fondatorii științei calculatoarelor, Paul Cristea face parte din prima generație de calculatoriști români.
În cercetare, a abordat specialități ca bioinformatica, semnalele genomice, prelucrarea numerica a semnalelor și imaginilor, bazele electrotehnicii, teoria si proiectarea circuitelor electrice și electronice, retele neuronale, agenți inteligenți evolutivi, și aparatura medicală computerizată. Contribuțiile sale în domeniul ingineriei au fost recunoscute de colegii din societatea profesionala IEEE, care i-au acordat titlul de IEEE EMBS Fellow în 2012.
Rezultatele muncii sale de cercetare au fost prezentate în peste 280 de lucrari publicate la conferințe științifice din țară și de peste hotare, și în numeroase contribuții în lucrari și manuale de specialitate. A fost deținatorul a 11 patente de inventator.
Între functiile administrative pe care le-a indeplinit se numără: Director al Centrului de Inginerie Biomedicală al Universitații Politehnica din București, Consilier al ministrului secretar de stat la Ministerul Educației și Cercetării, și Director de studii la Departamentul de Stiințe Ingineresti, acum Facultatea de Inginerie în Limbi Straine din cadrul Universitații Politehnica din București.

## Premii și distincții
- Premiul "Constantin Miclescu" al Academiei Române[5]
- Premiul "Traian Vuia" al Academiei Române[5]
- IEEE EMBS Fellow